# Business Basic
Business Basic – wersja języka programowania BASIC wywodząca się z Dartmouth BASIC opracowanego przez Johna Kemeny'ego i Thomasa Kurtza.
Jego pierwszym twórcą była firma MAI Systems Corporation, potem program rozwinął się do postaci rodziny produktów BBx (Business Basic Extended) rozwijanej przez BASIS International Ltd. z Albuquerque, Nowy Meksyk, i Thoroughbred Basic firmy Thoroughbred Software International Inc. z Somerset, New Jersey.